# Petrăchioaia
Petrăchioaia é uma comuna romena localizada no distrito de Ilfov, na região de Muntênia. A comuna possui uma área de 56.98 km² e sua população era de 2552 habitantes segundo o censo de 2007.